# Ripley (Derbyshire)
Ripley è una cittadina di 21 097 abitanti della contea del Derbyshire, in Inghilterra.
Nelle immediate vicinanze si trova il villaggio di Waingroves.